# Deuteronomos effuscaria
Deuteronomos effuscaria är en fjärilsart som beskrevs av Hans Rebel 1910. Deuteronomos effuscaria ingår i släktet Deuteronomos och familjen mätare. Inga underarter finns listade i Catalogue of Life.